# Sesserant
Le Sesserant est une rivière française qui coule dans le département du Doubs, en Bourgogne-Franche-Comté. C'est un affluent du Cusancin en rive gauche, donc un sous-affluent du Rhône par le Doubs et la Saône.

## Géographie
De 3 km de longueur.

La source du Sesserant, située dans le fond de la vallée de Bléfond, est la résurgence de l'Audeux souterrain dont les eaux se sont infiltrées dans les failles calcaire en aval de l'abbaye de la Grâce-Dieu. Lors de fortes pluies, l'Audeux retrouve son lit en surface et rejoint le Sesserant en rive droite 130 mètres en aval de la source. Ils empruntent ensuite un canyon encaissé formant rapides et cascades. Le parcours est émaillé de marmites de géant successives appelées les Cuves de Bléfond. Arrivé dans la vallée de Pont-les-Moulins, le Sesserant se jette dans le Cusancin pour finalement se déverser dans le Doubs face à Baume-les-Dames.

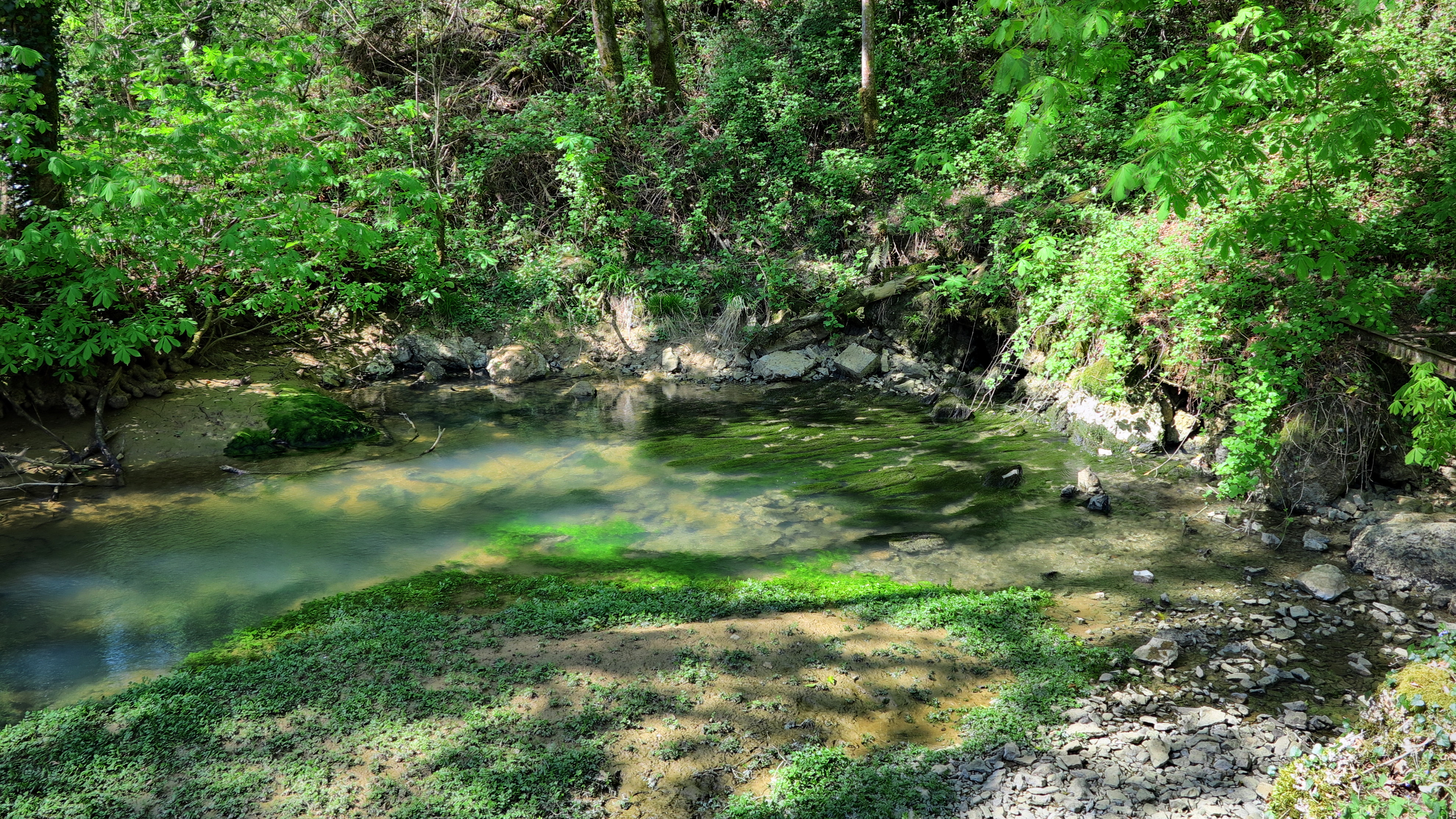
La source du Sesserant.
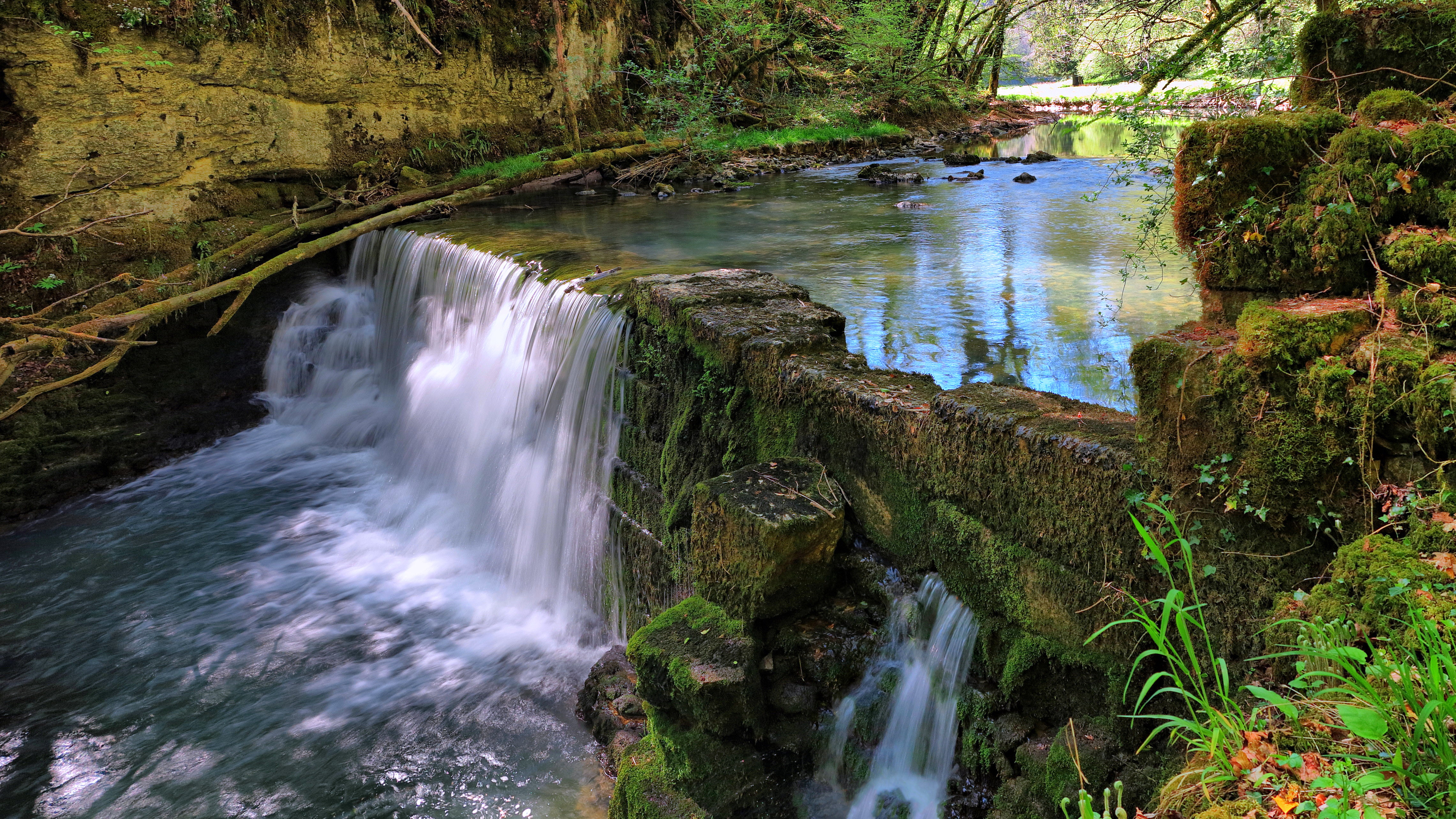
Barrage de l'ancien moulin sur le Sesserant
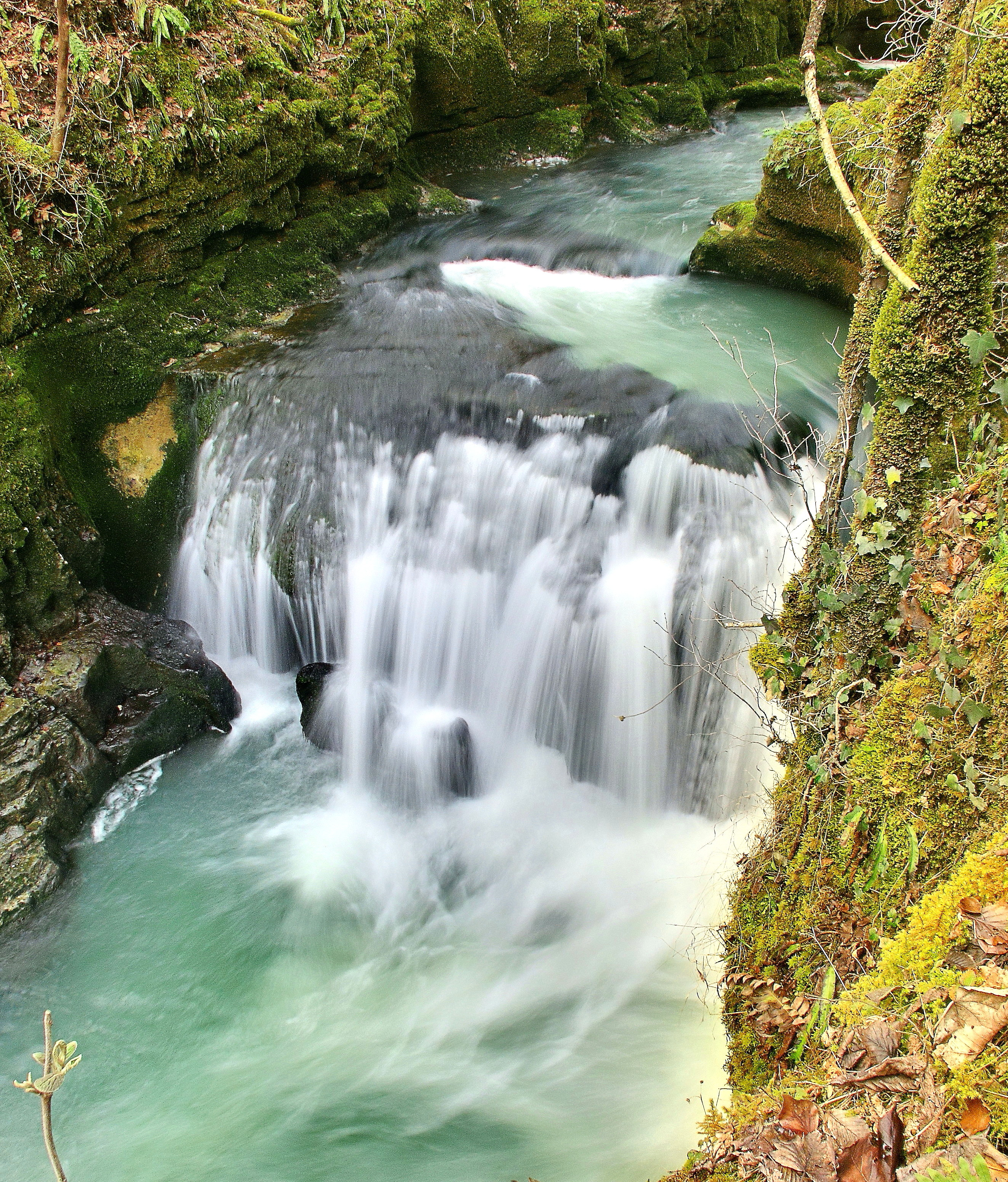
Saut du Sesserant au niveau des Cuves de Bléfond.
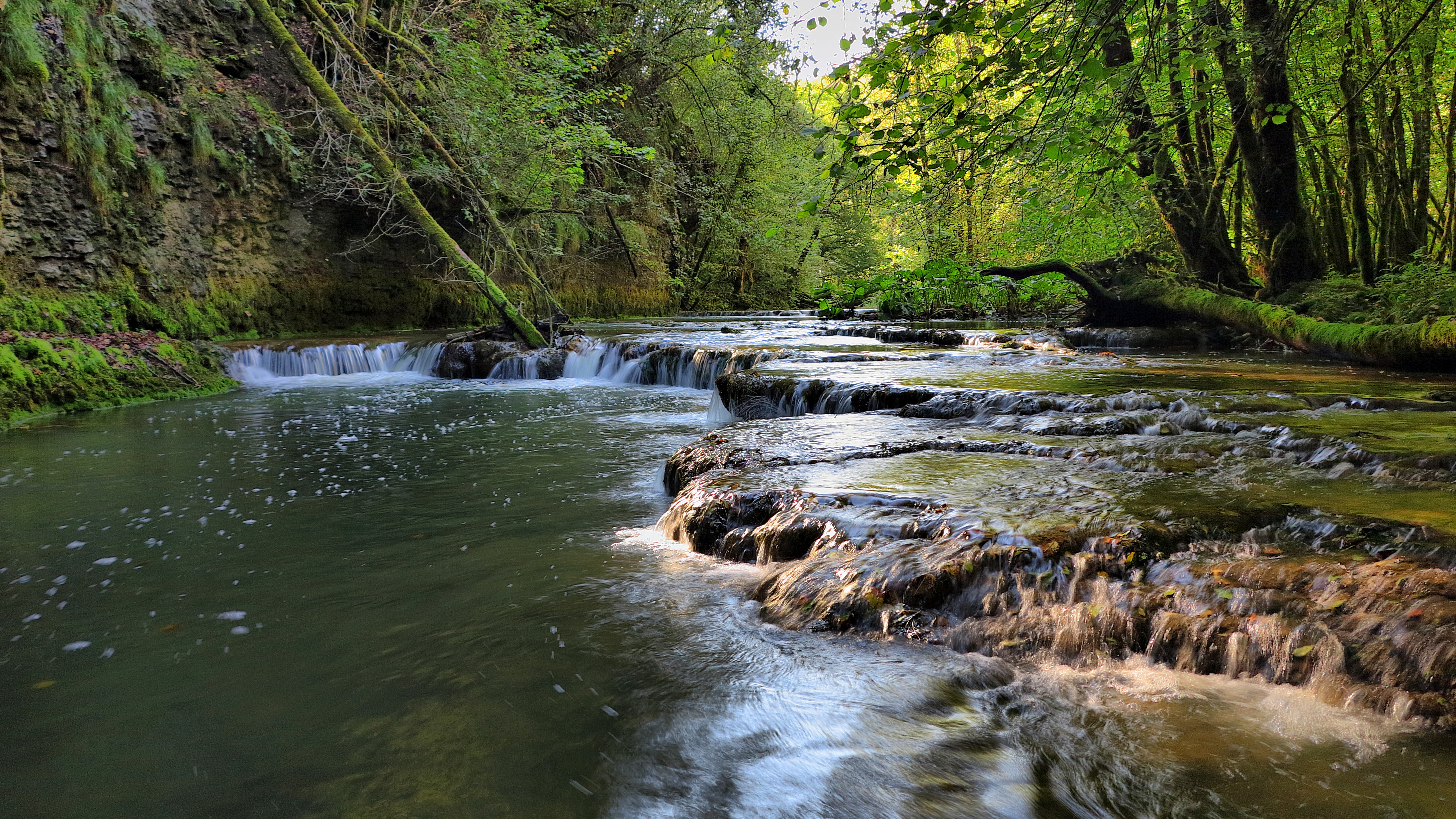
Nassis sur le Sesserant vers Pont-les-Moulins.

### Communes et cantons traversés
Le Sesserant traverse deux communes situées dans le département du Doubs : Silley-Bléfond et Pont-les-Moulins, dans le canton de Baume-les-Dames, dans l'arrondissement de Besançon.

### Bassin versant
Le Sesserant traverse une seule zone hydrographique « Le Cusancin » (U242) de 358 km2 de superficie. Ce bassin versant est constitué à 53,93 % de « territoires agricoles », à 43,31 % de « forêts et milieux semi-naturels », à 2,56 % de « territoires artificialisés ».

## Affluents
Le Sandre considère l'Audeux comme son seul affluent.
- l'Audeux (rd[note 1]), 24,2 km sur douze communes.

### Rang de Strahler
Donc le rang de Strahler est de deux.

## Hydrologie
Le débit du Sesserant se confond avec celui de l'Audeux.
- A l'étiage, l'Audeux est à sec en amont de sa confluence avec le Sesserant et seule sa partie souterraine, donc la résurgence, est active.
- Lors de fortes pluies, l'Audeux est en crue et son débit devient très supérieur à celui de la résurgence.

En simplifiant, on peut dire que le Sesserant est la somme de l'Audeux souterrain et l'Audeux de surface.

### Le Sesserant à Pont-les-Moulins
Son débit a été observé durant une période de 19 ans (2000-2019), à Pont-les-Moulins, localité de sa confluence avec le Cusancin, à 278 m d'altitude. Le bassin versant de la rivière y est de 168 km2 soit plus ou moins 100 % de sa totalité.
Le module de la rivière à Pont-les-Moulins est de 1,44 m3/s.
Le Sesserant présente des fluctuations saisonnières de débit assez marquées, avec une période de hautes eaux d'hiver portant le débit mensuel moyen à un niveau situé entre 1,81 et 2,46 m3/s, de novembre à mars inclus (avec un maximum en mars). Dès fin mars le débit diminue progressivement pour aboutir à la période des basses eaux qui se déroule de juillet à septembre, entraînant une baisse du débit moyen mensuel allant jusqu'au plancher de 0,58 m3/s au mois d'août. Cependant les fluctuations de débit peuvent être plus importantes selon les années et sur des périodes plus courtes.

## Protection - Tourisme
Les gorges du Sesserant (avec les Cuves de Bléfond) font partie des sites inscrits du Doubs par la DREAL.